# ماه‌نشین آپولو

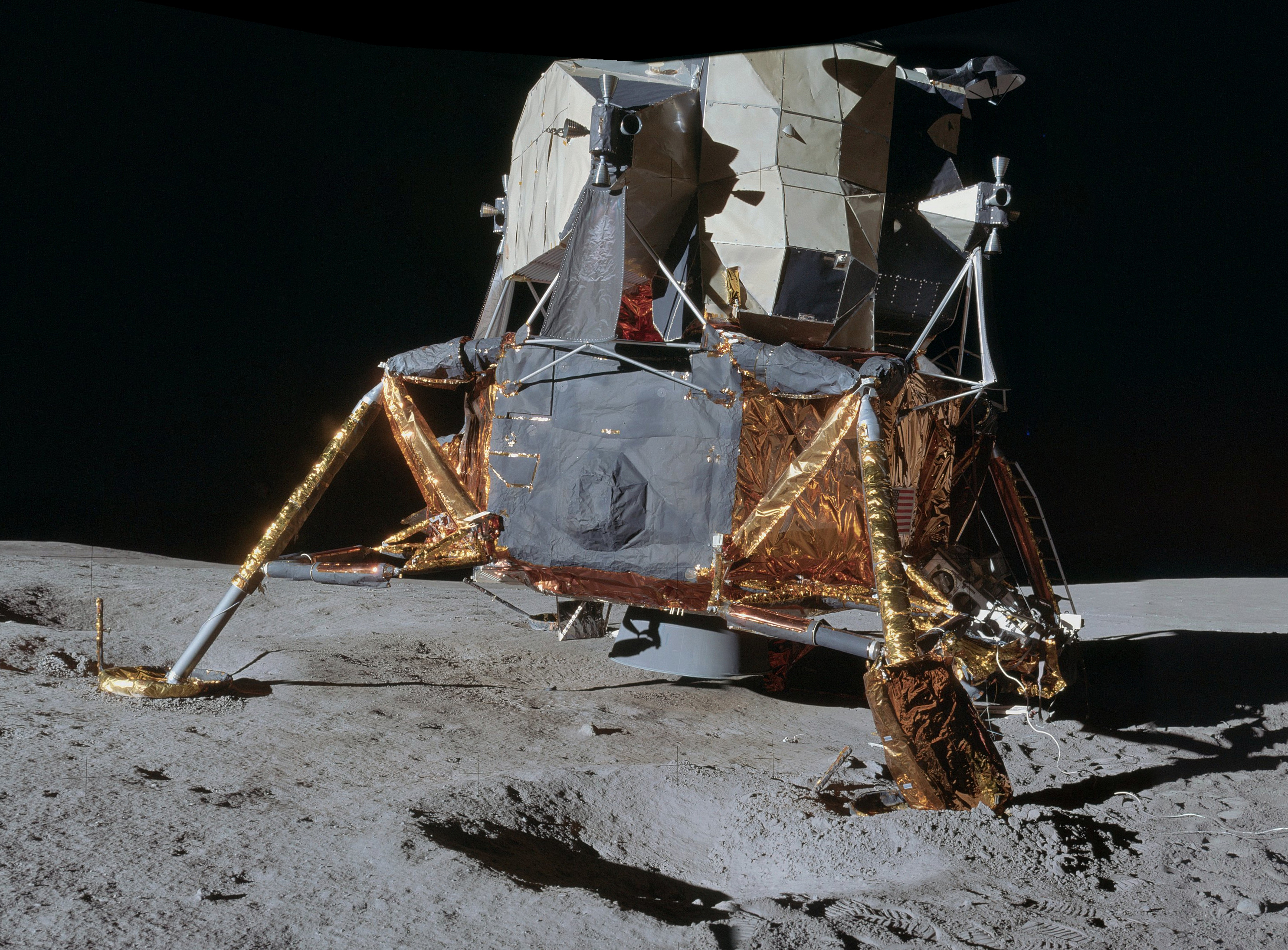
سفینه ماه‌نشین آپولو.

سفینه فضایی آپولو ۱۱ که بر سطح کره ماه فرود آمد برای مرحله فرود از دو سفینه یا گردونه (Module) استفاده نمود یکی سفینه ماه‌نشین آپولو (سفینه فرود) و دیگری سفینه فرماندهی/خدمات (CSM). این دو سفینه را با هم فضاپیمای آپولو می‌نامند.